# Massimo Falsetti Cricket Field
Il Massimo Falsetti Cricket Field è il campo di cricket di Grosseto. È situato nel quartiere Gorarella, nella parte sud-occidentale della città di Grosseto, e vi si accede da via Cimabue. Vi si svolgono gli allenamenti e le partite casalinghe di campionato del Maremma Cricket Club, squadra cittadina fondata nel 1985. La denominazione dell'impianto è stata scelta in ricordo del presidente del club grossetano, allora denominato Etruria Cricket Club, scomparso nel 1991 a soli 35 anni.
L'impianto sportivo con fondo in erba si presenta a forma ovale, ed è integrato senza soluzioni di continuità nel parco comunale, all'interno del quale trova la più naturale ubicazione. Privo di tribune, gli spettatori possono assistere alle partite che vi si svolgono rimanendo al di fuori dell'area transennata.
L'afflusso degli spettatori è favorito dal vicino parcheggio pubblico situato lungo via Cimabue e da quello più ampio situato nel piazzale antistante il viale della Repubblica, presso l'altra area di accesso al parco comunale.